# Alveoli mammari
L'alveolo mammario è una piccola cavità o sacca che si trova nella ghiandola mammaria.
Gli alveoli mammari sono il sito di produzione e dello stoccaggio del latte nella ghiandola mammaria. Gli alveoli mammari sono situati in gruppi chiamati lobuli e ciascun seno può contenere 15-20 di questi lobuli. I lobuli portano il latte attraverso i condotti di lattifero ai capezzoli.